# Puccinia punctiformis
Puccinia punctiformis ist eine Ständerpilzart aus der Ordnung der Rostpilze (Pucciniales). Der Pilz ist ein Endoparasit der Acker-Kratzdistel. Symptome des Befalls durch die Art sind Rostflecken und Pusteln auf den Blattoberflächen der Wirtspflanzen. Sie ist weltweit verbreitet.

## Merkmale

### Makroskopische Merkmale
Puccinia punctiformis ist mit bloßem Auge nur anhand der auf der Oberfläche des Wirtes hervortretenden Sporenlager zu erkennen. Sie wachsen in Nestern, die als gelbliche bis braune Flecken und Pusteln auf den Blattoberflächen erscheinen.

### Mikroskopische Merkmale
Das Myzel von Puccinia punctiformis wächst wie bei allen Puccinia-Arten interzellulär und bildet Saugfäden, die in das Speichergewebe des Wirtes wachsen. Ihre Spermogonien wachsen überwiegend unterseitig auf den Wirtsblättern. Die meist blattoberseitig wachsenden Aecien der Art sind dunkel zimtbraun und stehen um die Spermogonien. Ihre zimtbraunen Aeciosporen sind 26–30 × 23–28 µm groß, meist kugelig  und stachelwarzig. Die meist blattunterseitig wachsenden Uredien des Pilzes sind zimtbraun. Die zimtbraunen Uredosporen sind 26–30 × 23–28 µm groß, meist kugelig  und stachelwarzig. Die überwiegend blattunterseitig wachsenden Telien der Art sind schokoladenbraun, pulverig und unbedeckt. Die tief goldenen bis klar kastanienbraunen Teliosporen sind zweizellig, in der Regel breitellipsoid bis ellipsoid, fein warzig und meist 32–38 × 20–24 µm groß. Ihre Stiele sind farblos.

## Verbreitung
Das bekannte Verbreitungsgebiet von Puccinia punctiformis umfasst durch Verschleppung des Wirts weite Teile der Welt.

## Ökologie

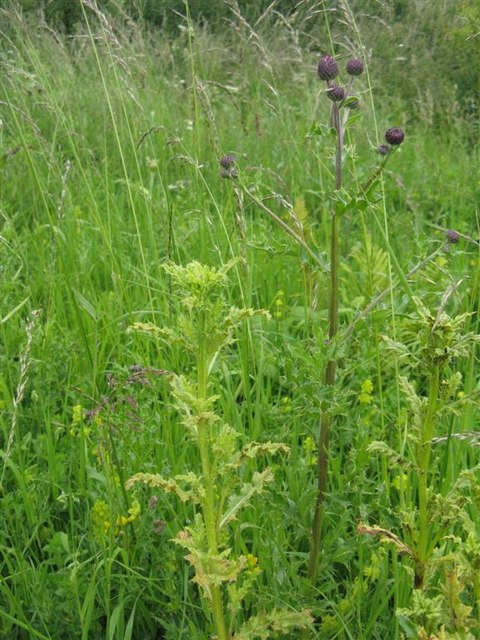
Befallene Pflanze (links) neben gesunder Pflanze: Sie blüht nicht und ist gelblich

Die Wirtspflanze von Puccinia punctiformis ist die Acker-Kratzdistel (Cirsium arvense). Der Pilz ernährt sich von den im Speichergewebe der Pflanzen vorhandenen Nährstoffen, seine Sporenlager brechen später durch die Blattoberfläche und setzen Sporen frei. Die Art durchläuft einen makrozyklischen Entwicklungszyklus mit Spermogonien, Aecien, Telien und Uredien. Als autoöker Parasit macht sie keinen Wirtswechsel durch. Die Übertragung erfolgt vermutlich durch am Spross saugende Insekten, auch wenn manche Studien dies in Zweifel ziehen.
Puccinia punctiformis produziert Insektenlockstoffe wie Phenylacetaldehyd, 2-Phenylethanol, und Benzaldehyd, die Blütenduft imitieren und so Insekten anlocken. Allerdings kommt es nicht zur Ausbildung von sogenannten Pseudoblumen wie bei Puccinia monoica oder Uromyces pisi.

## Bedeutung
Puccinia punctiformis wird in Nordamerika und Neuseeland zur Biologischen Schädlingsbekämpfung der Acker-Kratzdistel eingesetzt, da er die Pflanze oft systemisch befällt und vor der Blütenbildung abtötet. Allerdings war der Erfolg nur mäßig, da die Teliosporen nur heterogen verbreitet waren, was zu einer niedrigen Inzidenz an befallenen Pflanzen führte.